# Claire Leclerc
Claire Leclerc (née Claire Crémieu le 12 avril 1915, morte le 22 juillet 2009) est une chanteuse française.

## Biographie
Entre 1937 à 1939, elle se forma au London Theatre Studio de Michel Saint-Denis, une école de théâtre et de musique créée en 1935. De 1939 à 1944, elle résida à Pau où elle exerça pour vivre des activités diverses. Dès 1944, elle revint dans le monde du spectacle. 

## Chanteuse
Elle  fut, historiquement, la première interprète féminine de Léo Ferré, qu'elle rencontra à Monte Carlo pendant la guerre, puis côtoya dans les cabarets que Francis Claude ouvrit à Saint-Germain-des-Prés : le Quod Libet et Milord l'Arsouille. Elle chanta également  à l'Écluse lors du lancement de ce cabaret en 1951,  et dans d'autres hauts lieux de la rive gauche.
Elle monta sur les scènes de nombreux cabarets, théâtres et casinos, fut diffusée par diverses radios et chaînes de télévision. Elle enregistra aussi de nombreux disques.
Claire Leclerc arrêta de se produire vers 1955 à la suite d'un grave accident.

## Musique
1951 : De sacs et de cordes, de Léo Ferré

## Films
- 1957 : Casino de Paris : Catherine Miller (voix chantée de Caterina Valente)
- 1964 : Les Parapluies de Cherbourg : Tante Elise (voix chantée de Mireille Perrey)

## Doublage
- 1953 : Les hommes préfèrent les blondes : Lorelei Lee (chant) (Marilyn Monroe)
- 1953 : Retour au paradis : chanson "Return To Paradise"
- 1955 : La belle et le clochard : Lady (chant), Darling (chant), Si et Am (1er doublage)